# Alexei Nikolajewitsch Mischin
Alexei Nikolajewitsch Mischin (russisch Алексей Николаевич Мишин; englisch Alexei Mishin; * 8. März 1941 in Sewastopol, Russische SFSR, Sowjetunion) ist ein ehemaliger sowjetischer Eiskunstläufer, der im Paarlauf startete und ein aktiver russischer Eiskunstlauftrainer.

## Werdegang
Mischin verbrachte seine Kindheit in Tiflis, später zog er mit seiner Familie nach Leningrad. Der mechanikbegeisterte Mischin begann erst im Alter von 15 Jahren mit dem Eiskunstlaufen, seine Eltern hatten ihn dazu ermutigt. Seine erste Trainerin war Nina Lepninskaja, eine Schülerin von Nikolai Panin.
Sowohl Mischin wie auch seine spätere Eiskunstlaufpartnerin Tamara Moskwina waren auf nationaler Ebene recht erfolgreiche Einzelläufer. 1964 gewann Mischin die Bronzemedaille bei den sowjetischen Meisterschaften hinter Waleri Meschkow und Sergei Tschetweruchin. Im Jahr darauf wechselte er, 25-jährig, zum Paarlauf. Tamara Moskwina wurde seine Eiskunstlaufpartnerin und sollte es bis zum Ende seiner Karriere 1969 bleiben. Bei ihren ersten gemeinsamen nationalen Meisterschaften wurden sie 1966 Dritte. Dieses Ergebnis wiederholten sie ein Jahr später. 1967 bestritten sie auch ihre ersten bedeutenden internationalen Turniere. Sowohl bei der Weltmeisterschaft wie auch bei der Europameisterschaft wurden sie Sechste. 1968 wurden Mischin und Moskwina sowjetische Vizemeister und in Västerås auch Vize-Europameister hinter Ljudmila Beloussowa und Oleg Protopopow. Bei der Weltmeisterschaft verpassten sie als Vierte eine Medaille und bei den Olympischen Spielen in Grenoble belegten sie den fünften Platz. 1969 konnte das Paar bei der sowjetischen Meisterschaft die Weltmeister der letzten vier Jahre Beloussowa und Protopopow sowie die Weltmeister der nächsten vier Jahre Irina Rodnina und Alexei Ulanow besiegen und somit Meister werden. Dies konnten Mischin und Moskwina bei der Europameisterschaft allerdings nicht wiederholen und mussten sich als drittbestes sowjetisches Paar mit der Bronzemedaille begnügen. Bei der Weltmeisterschaft konnten sie Beloussowa und Protopopow schlagen, unterlagen aber deutlich Rodnina und Ulanow und gewannen somit die Silbermedaille. Danach entschied sich Moskwina aber ihr Studium abzuschließen und ein Kind zu bekommen anstatt weitere Medaillen zu sammeln und so beendete das Paar seine Wettkampfkarriere. Beide konzentrierten sich von da an auf ihre Trainerlaufbahn.
Alexei Mischin besuchte eine Technische Universität und wurde Diplom-Mechaniker. Er promovierte anschließend über die „Mechanischen Grundlagen der Techniken im Eiskunstlaufen“. Er hat keine Trainerausbildung. Zu Mischins Schülern gehörten die Olympiasieger Alexei Urmanow, Alexei Jagudin und Jewgeni Pljuschtschenko. Er hilft mit bei der Entwicklung eines Geräts, dass die Drehungen eines Eiskunstläufers bei einem Sprung misst. Mischin hält außerdem Sommerseminare.
Mischin ist mit Tatjana Mischina (geb. Olenewa) verheiratet. Sie ist eine ehemalige Eiskunstläuferin, die 1973 sowjetische Meisterin war und 1972 und 1974 Silber gewann, und arbeitet heute selbst als Trainerin. Das Paar hat zwei Söhne Andrei (* 1977) und Nikolai (* 1983).

## Ergebnisse

### Paarlauf
(mit Tamara Moskwina)
| Wettbewerb / Jahr           | 1966 | 1967 | 1968 | 1969 |
| --------------------------- | ---- | ---- | ---- | ---- |
| Olympische Winterspiele     |      |      | 5.   |      |
| Weltmeisterschaften         |      | 6.   | 4.   | 2.   |
| Europameisterschaften       |      | 6.   | 2.   | 3.   |
| Sowjetische Meisterschaften | 3.   | 3.   | 2.   | 1.   |